# Starokostjantyniv
Starokostjantyniv (ukrainsk: Старокостянтинів) er en by i Khmelnytskyj rajon, Khmelnytskyj oblast (provins) i det vestlige Ukraine. Den er vært for administrationen af Starokostjantyniv urban hromada, en af hromadaerne i Ukraine.
Byen har en befolkning på omkring 30.000 (2025).

## Historie
Starokostjantyniv blev grundlagt i det 16. århundrede, da Konstanty Ostrogski byggede en fæstning ved landsbyen Kolishchentsi. Det bevarede Starokostjantyniv Slot blev bygget af hans søn mellem 1561 og 1571. Landsbyen voksede til en by, som blev kendt som "Den gamle Konstantinby" (Kostiantyniv Staryi) for at undgå forveksling med "Den nye Konstantinby" i nærheden. Den blev en privat by i Polen, som var ejet af Ostrogski-familien. Den var en del af det polske Volhynien Voivodskab. I 1648 fandt Slaget ved Starokostjantyniv sted ved byen.
I 1939 boede der 6.743 jøder i byen, hvilket udgjorde 31 procent af den samlede befolkning. Det jødiske samfund blev myrdet ved massehenrettelser begået fra august 1941 til november 1942.

## Galleri
- Kapucinerklosteret
- Den Hellige Treenigheds Kirke
- Basil Constantine Ostrozky-monumentet og Kirke af Jomfru Marias fødsel i Starokostjantyniv
- Militærofficeres klub
- Tårnet på det tidligere dominikanerkloster.